# Río San Juan (Calamba)
Río San Juan (en tagalo: Ilog ng San Juan) es un sistema fluvial en la ciudad de Calamba, al norte del país asiático de las Filipinas. Es uno de los 21 principales afluentes de la Laguna de Bay y es supervisado periódicamente por la Autoridad de Desarrollo del Lago Laguna (DDL) a través de una de sus 15 estaciones de monitoreo de ríos.
Junto con el río de San Cristóbal, es uno de los dos principales ríos de Calamba que desemboca en la Laguna de Bay. Su cuenca cubre la ciudad de Calamba en Laguna y los municipios de Santo Tomás, Tanauan, y Malvar en Batangas.